# Traforo del Sempione
Il traforo del Sempione è una galleria ferroviaria che collega l'Italia (val d'Ossola) con la Svizzera (alta valle del Rodano).
È scavato sotto il monte Leone (3552 m) e il Parco dell'Alpe Veglia. È un'imponente struttura che si trova lungo un antichissimo itinerario che da secoli è detto "del Sempione" dal nome di un piccolo paese, Sempione, che si trova a sud del passo in territorio svizzero.
Misura 19 803 metri nella canna a nord-est e 19 823 metri nella canna a sud-ovest; all'epoca della costruzione, e per i successivi 76 anni, è stata la più lunga galleria ferroviaria del mondo.

## Origine
Nel 1895 i governi di Italia e Svizzera stipularono un trattato per la realizzazione di una linea ferroviaria che, passando sotto il monte Leone, collegasse Domodossola a Briga (Brig). I lavori, commissionati dai costruttori Hermann Häustler e Hugo von Kager (entrambi svizzeri), furono affidati alla società tedesca Brandt & Brandau, degli ingegneri Alfred Brandt e Karl Brandau, e iniziarono nel 1898 per terminare il 24 febbraio 1905.
È stata la Compagnia del Giura-Sempione, fondata nel 1889, a svolgere un ruolo di primo piano nel completamento del progetto. Il direttore della società dal 1892, Ernest Ruchonnet e fu tra i principali artefici della costruzione della galleria del Sempione.

## Costruzione

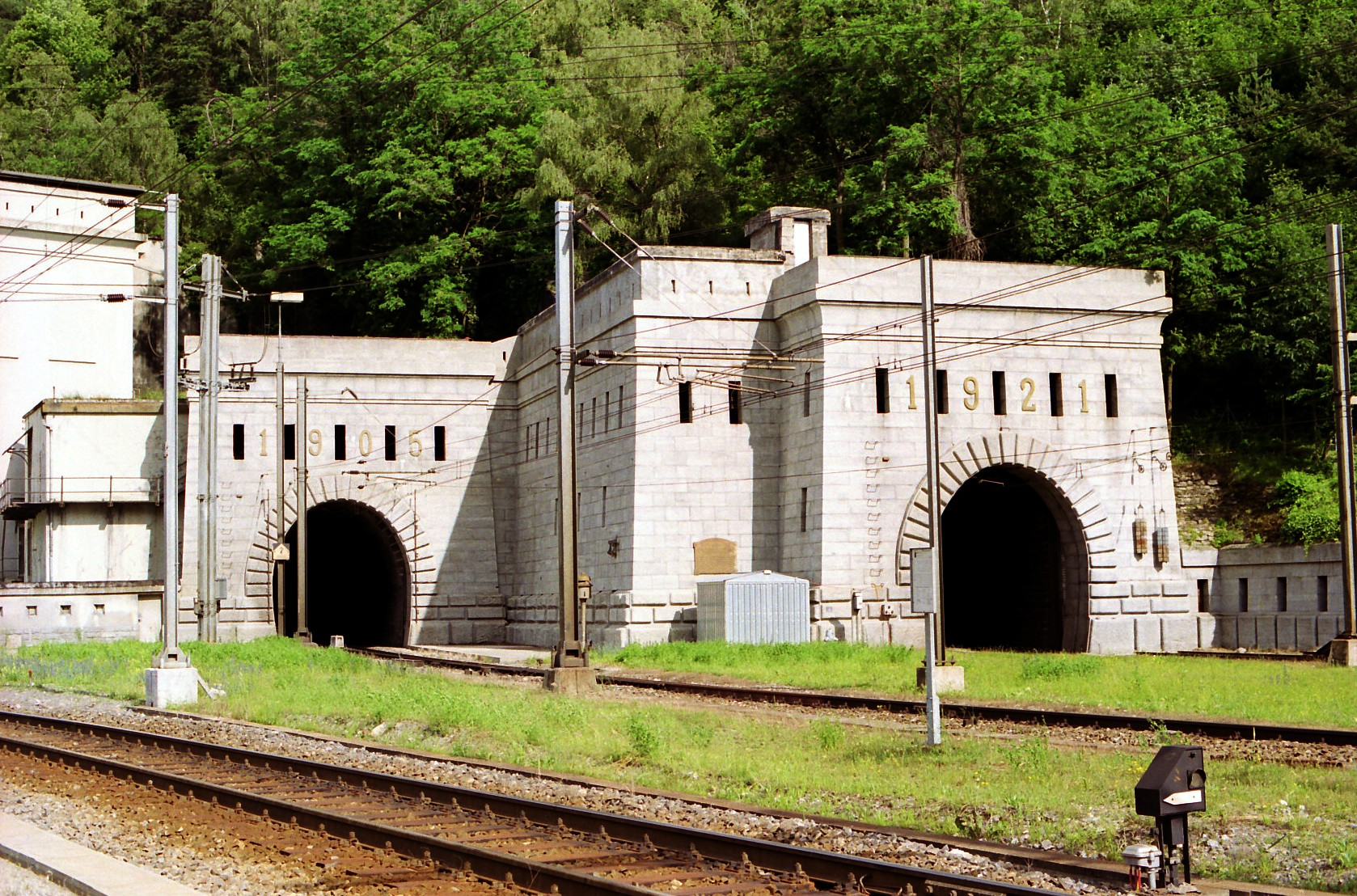
Il portale nord lato svizzero presso Briga

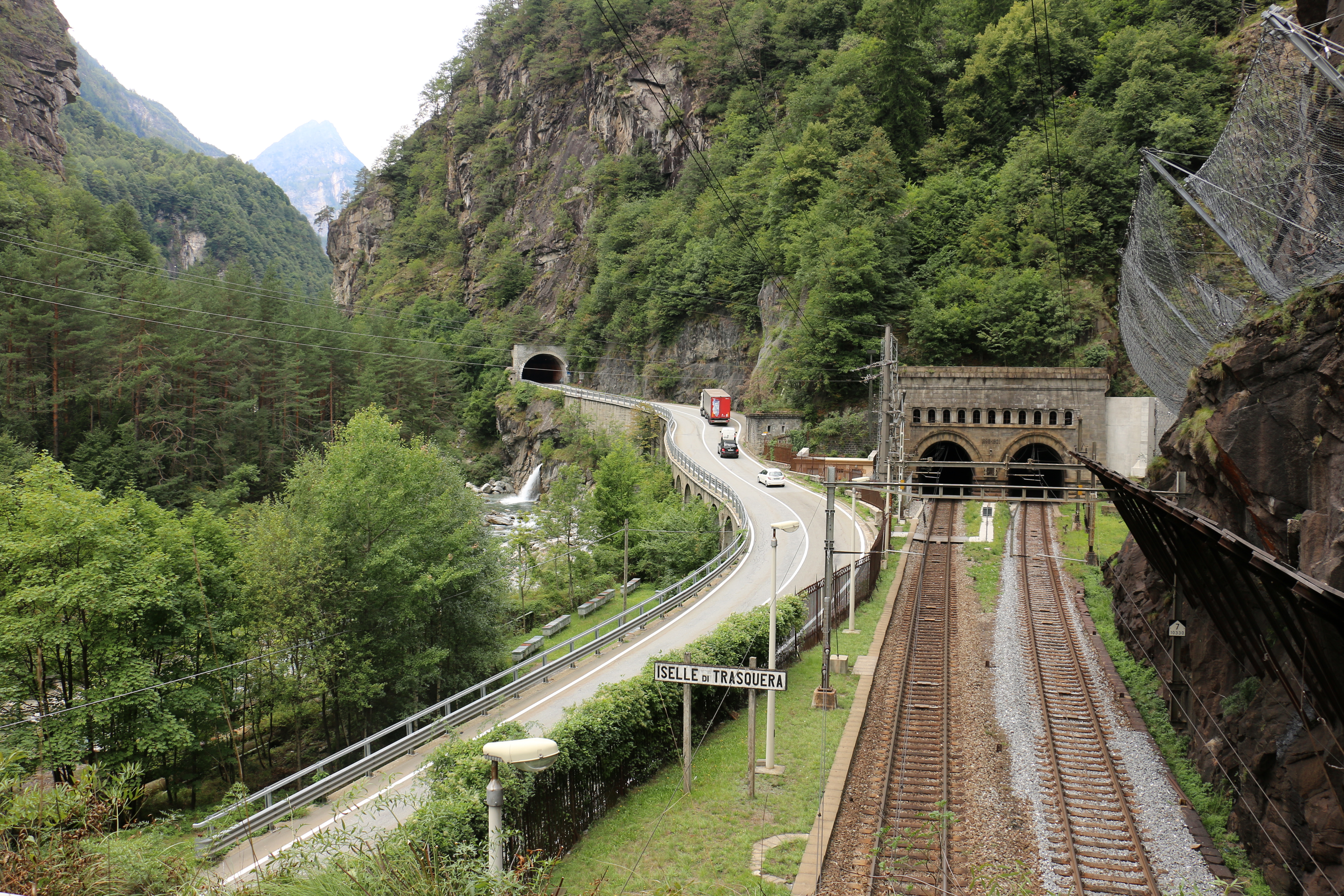
Il portale sud lato italiano presso la Stazione di Iselle di Trasquera

I lavori presentarono notevoli difficoltà, sia per la notevole lunghezza dell'opera, sia per la caratteristica delle rocce (a volte durissime e a volte friabili). Inoltre durante lo scavo si continuavano a incontrare sorgenti d'acqua, sia calda sia fredda, che creavano ulteriori ostacoli all'avanzamento. Gli operai che lavorarono alla sua costruzione erano sottoposti a notevoli sbalzi di temperatura, soprattutto d'inverno. All'interno della galleria la temperatura poteva raggiungere anche i 55 °C.
La costruzione procedette su due gallerie parallele con assi distanti tra loro 17 metri e collegate da 98 cunicoli trasversali, uno ogni 200 metri. La galleria a nord-est fu allargata fino alla sezione necessaria all'installazione di un binario contemporaneamente all'avanzamento dei lavori, mentre la sezione dell'altra galleria rimase inizialmente quella di scavo: tale galleria fu utilizzata per lo scarico dei materiali scavati e per garantire la ventilazione all'interno del cantiere. La seconda galleria, per una lunghezza di 500 metri nel tratto centrale, fu allargata per permettere la costruzione del secondo binario, in modo da consentire l'incrocio in galleria tra i treni viaggianti in direzioni opposte. Il posto di movimento (PM), che si trova in territorio italiano, si chiama Station du Tunnel.
In seguito all'aumento di traffico nel traforo si decise di allargare la galleria di sud-ovest per consentire l'installazione del secondo binario: tale possibilità era stata espressamente prevista nel Trattato del 1895. La seconda galleria fu completata nel 1921, e poiché è munita nell'imbocco lato Briga di un prolungamento artificiale di protezione caduta massi, risulta più lunga di 20 metri, per un totale di 19 823 metri.
L'apertura al traffico della seconda galleria comportò anche una modifica della stazione intermedia: il binario di raddoppio venne integrato in quello della nuova linea, mentre i due tunnel vennero collegati da due gallerie oblique, dimodoché da allora i treni possono cambiare binario spostandosi, quando necessario, da un tunnel all'altro in ambo i sensi di marcia. Tale stazione rimase a lungo presenziata dal personale addetto, che in concomitanza con i cambi-turno doveva venire portato o prelevato da un apposito treno fino a quando, a inizio anni settanta, il posto di movimento venne telecomandato dalla stazione di Briga.

## Elettrificazione
Per scongiurare pericoli d'asfissia dovuti al fumo delle locomotive a vapore e a seguito dei primi brillanti risultati ottenuti dalla Rete Adriatica sulle linee valtellinesi, fu deciso fin dall'inizio l'esercizio in trazione elettrica. Tuttavia il ritardo di consegna del materiale rotabile elettrico, rarità allora, costrinse all'utilizzo della trazione a vapore, che rimase in servizio per i primi mesi di vita del traforo; i macchinisti consideravano il loro lavoro come "l'andata e ritorno dall'inferno".
La galleria fu dapprima attrezzata col sistema a corrente alternata trifase e dal 1930 col sistema a corrente alternata monofase.

## Inaugurazione
Il traforo venne inaugurato da Vittorio Emanuele III, re d'Italia e dal presidente elvetico Ludwig Forrer il 19 maggio 1906. Il traffico regolare dei treni iniziò il primo di giugno del 1906. Nello stesso anno l'impresa del traforo venne celebrata dalla Esposizione Universale che si tenne a Milano.

## Traffico
Grazie al traforo vennero migliorati notevolmente i collegamenti ferroviari da Milano verso Parigi e verso Berna da Nizza, Sanremo e Torino via ferrovia Santhià-Arona e da qui con la Germania meridionale. Il traforo del Sempione veniva attraversato tra gli altri dal Simplon Orient Express, dai servizi Trans Europ Express (TEE), fino al 2009 dai treni Cisalpino, e oggi da convogli Trenitalia e Ferrovie federali svizzere (FFS).

## Commemorazioni
Dopo che già nel 1956 era stato emesso dalle Poste italiane un francobollo commemorativo per il cinquantenario del traforo del Sempione, nel 2006 in occasione del primo centenario dell'inaugurazione in tutta la zona sono state organizzate mostre e manifestazioni per ricordarlo.